# Meebo
Meebo é um serviço de web, que utiliza técnicas do Comet e AJAX.
O Meebo disponibiliza uma interface gráfica, através de sua página dinâmica principal, com cada cliente de Mensageiro instantâneo disponível. Seu site permite conexão online com os principais serviços de mensageiro instantâneo, tal como AIM, ICQ, Yahoo! Messenger, MSN Messenger, Gtalk e Jabber, ao mesmo tempo, e sem a necessidade da instalação e utilização dos softwares clientes no computador.

## Ver Também
- Ebuddy
- MSN Web Messenger